# Trace du Grand Cul-de-sac marin
La trace du Grand Cul-de-sac marin est un sentier de randonnée de 7 km situé en Guadeloupe sur l'île de Grande-Terre sur les territoires des communes de Port-Louis et de Anse-Bertrand.

## Description
En partant de Port-Louis, le départ de la randonnée est à la plage du Souffleur. Elle passe successivement par les sites suivants : 
- Cimetière de Port-Louis
- Pointe des Mangles
- Marais de Port-Louis
- Pointe d'Antigues
- Chapelle de la pointe d'Antigues
- Anse Lavolvaine
- Pointe Plate
- Pointe de la Fontaine
- Anse Fontaine
- Anse Colas
- Pointe de l'Anse-Bertrand
- Plage de la Chapelle
- Anse de la Petite-Chapelle

et aboutit à Anse-Bertrand.

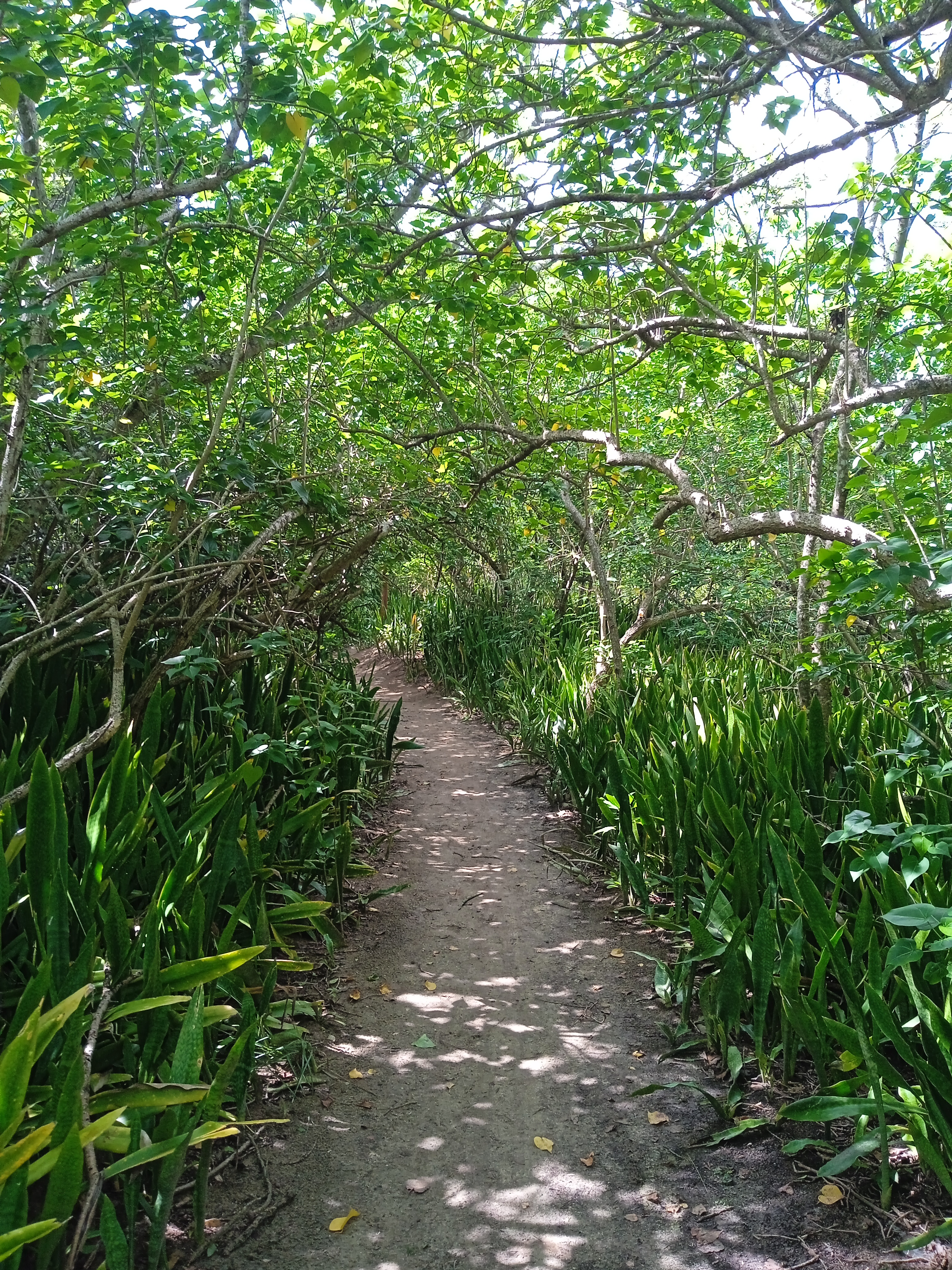
La randonnée vers la pointe d'Antigues.
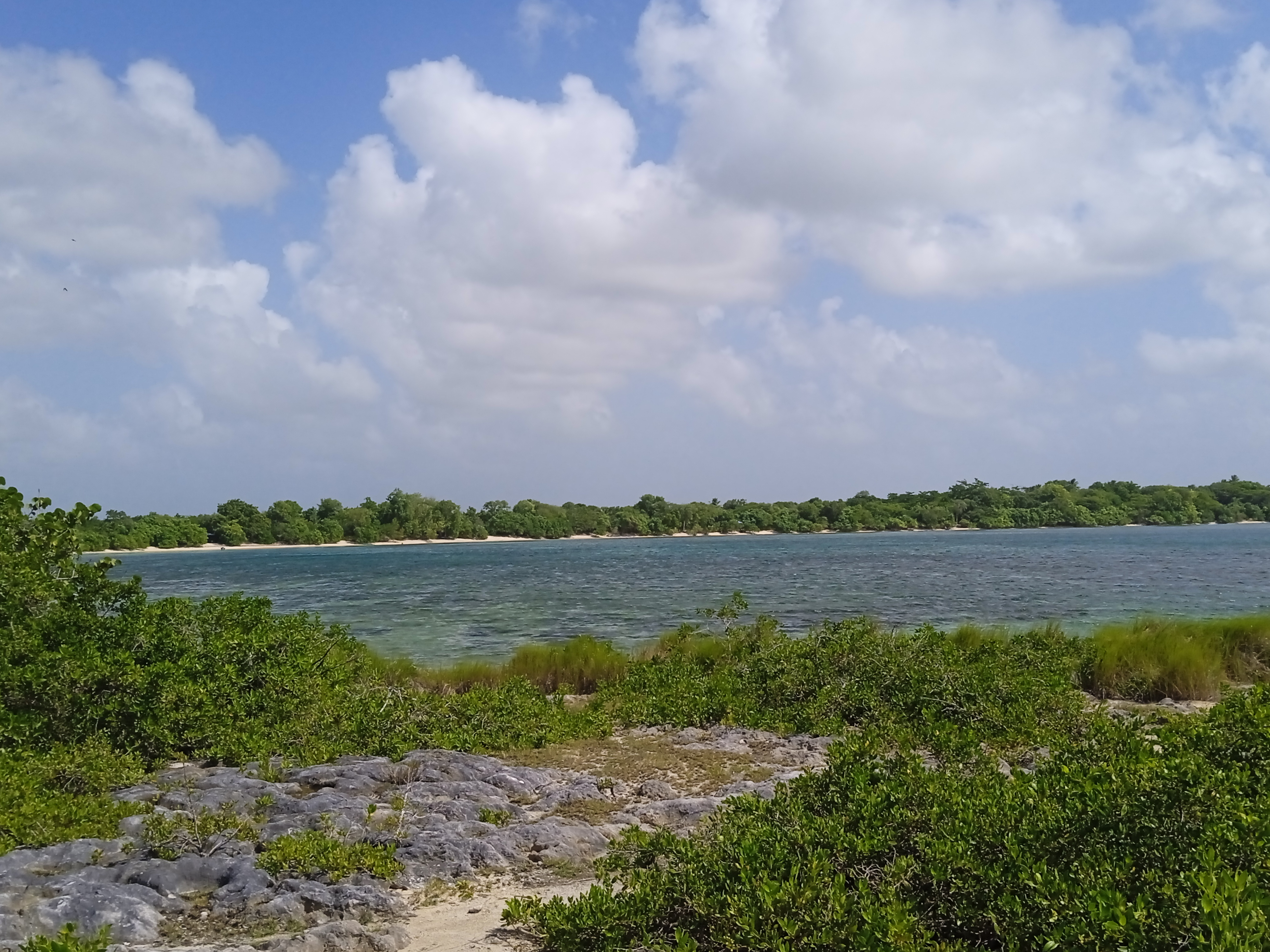
Vue de la plage de la pointe d'Antigues et de la pointe des Mangles par la pointe d'Antigues.
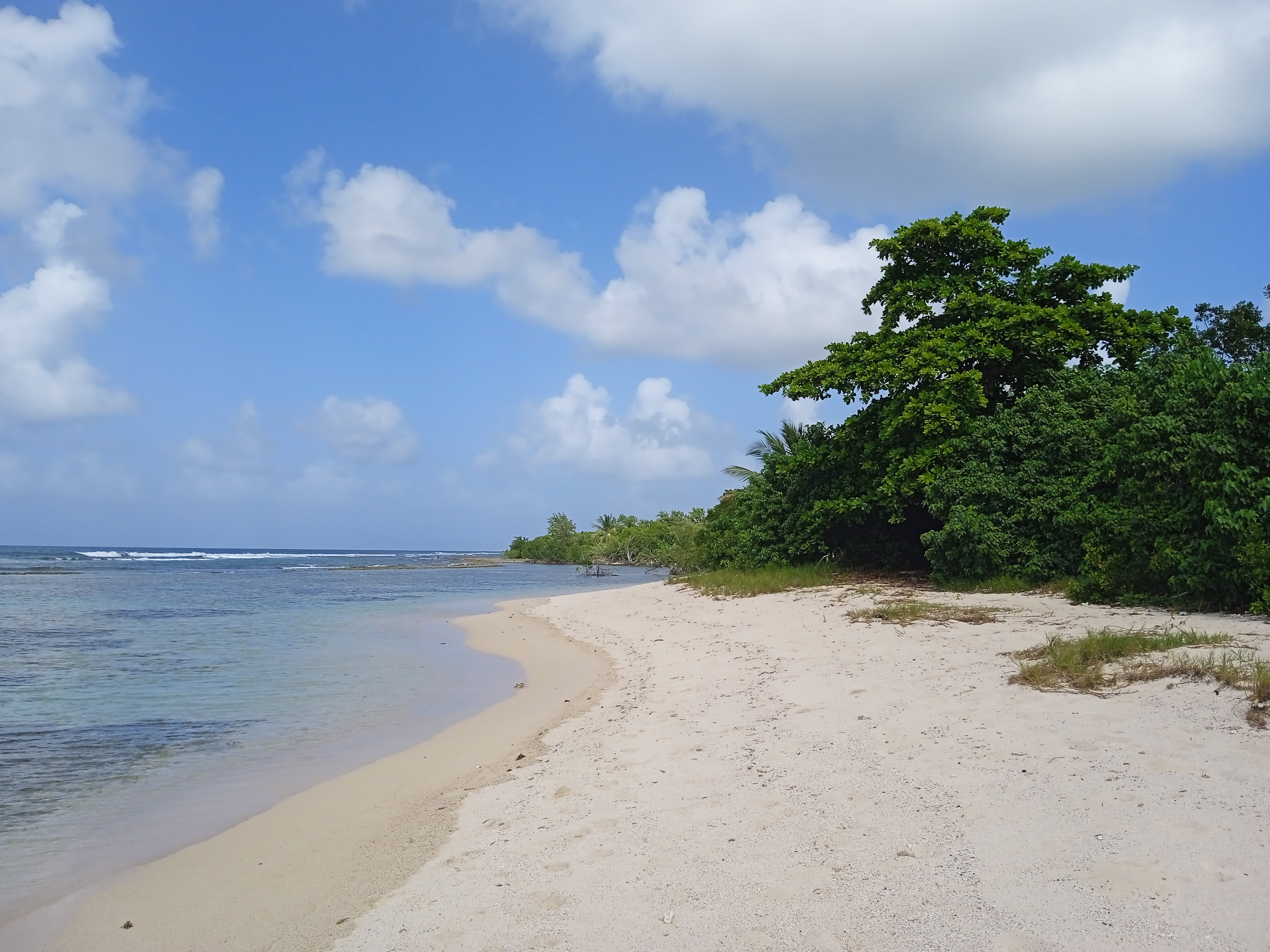
Anse Lavolvaine.
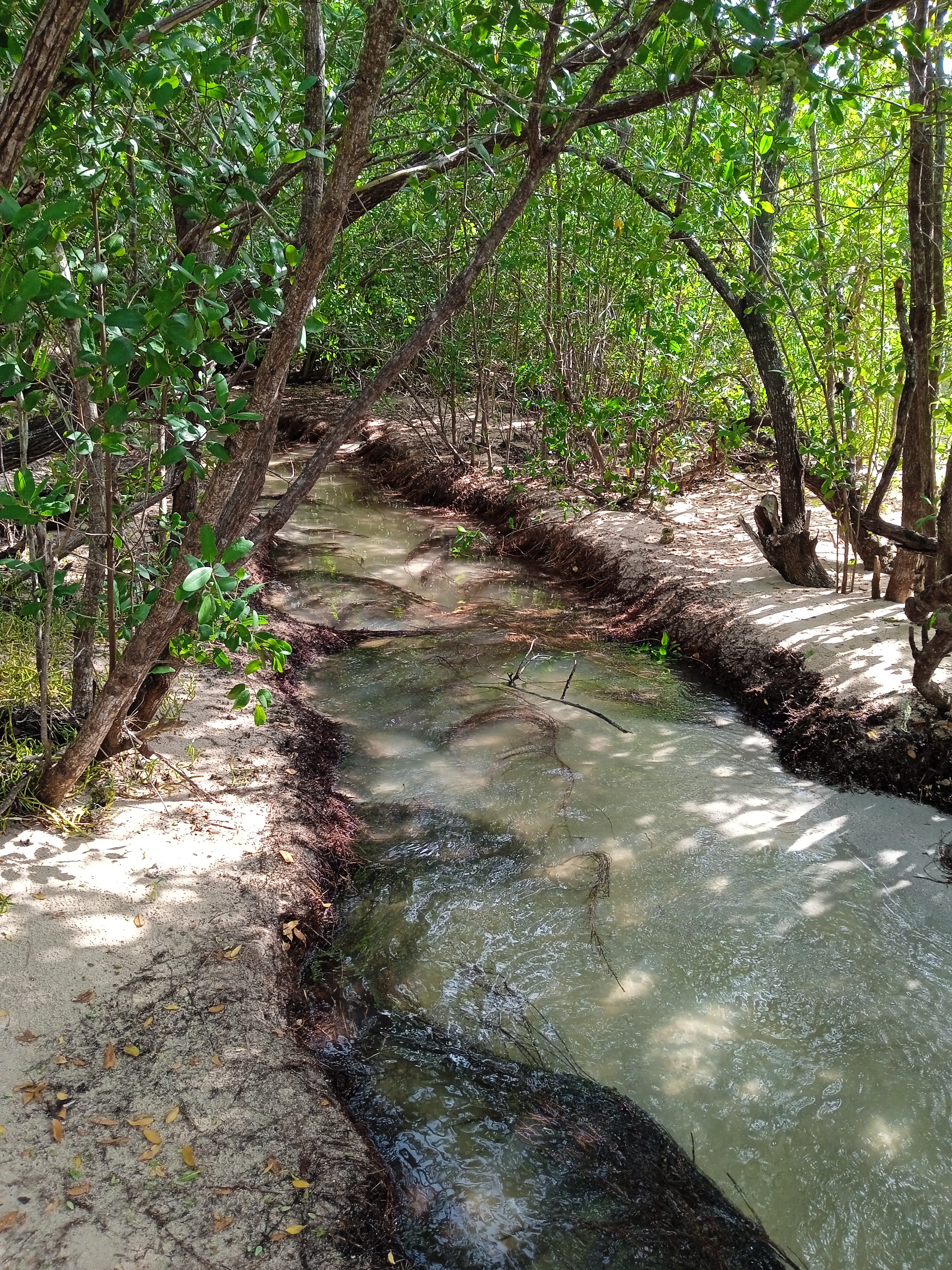
Ravine de l'anse Colas.
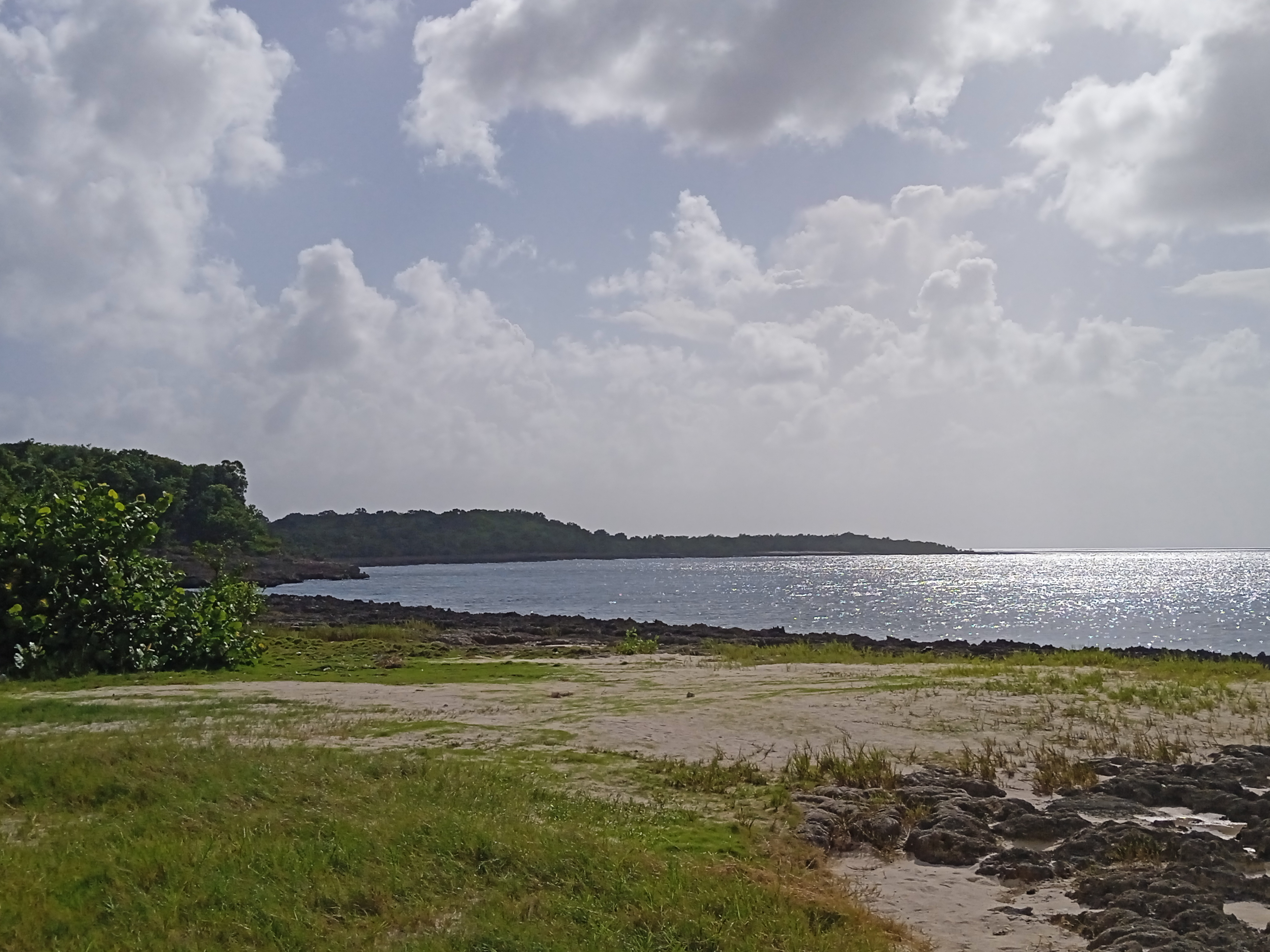
Pointe de l'Anse-Bertrand par la plage de la Chapelle.

## Botanique
Parmi la diversité de végétation, se distinguent le campèche, le gommier rouge et le raisinier bord-de-mer (Coccoloba uvifera).